# Curtis Sumpter
Curtis Marcus Sumpter (Brooklyn, 30 gennaio 1984) è un ex cestista e allenatore di pallacanestro statunitense, professionista nella NBDL e in Europa.

## Carriera
Con gli Stati Uniti ha disputato i Giochi panamericani di Guadalajara 2011.